# La Loma, Ixmiquilpan
La Loma är en ort i Mexiko.   Den ligger i kommunen Ixmiquilpan och delstaten Hidalgo, i den sydöstra delen av landet, 120 km norr om huvudstaden Mexico City. La Loma ligger 1 724 meter över havet och antalet invånare är 371.
Terrängen runt La Loma är kuperad åt sydväst, men åt nordost är den platt. Runt La Loma är det ganska tätbefolkat, med 155 invånare per kvadratkilometer. Närmaste större samhälle är Ixmiquilpan, 4,5 km öster om La Loma. Trakten runt La Loma består till största delen av jordbruksmark.